# Sinagoga de Tomar

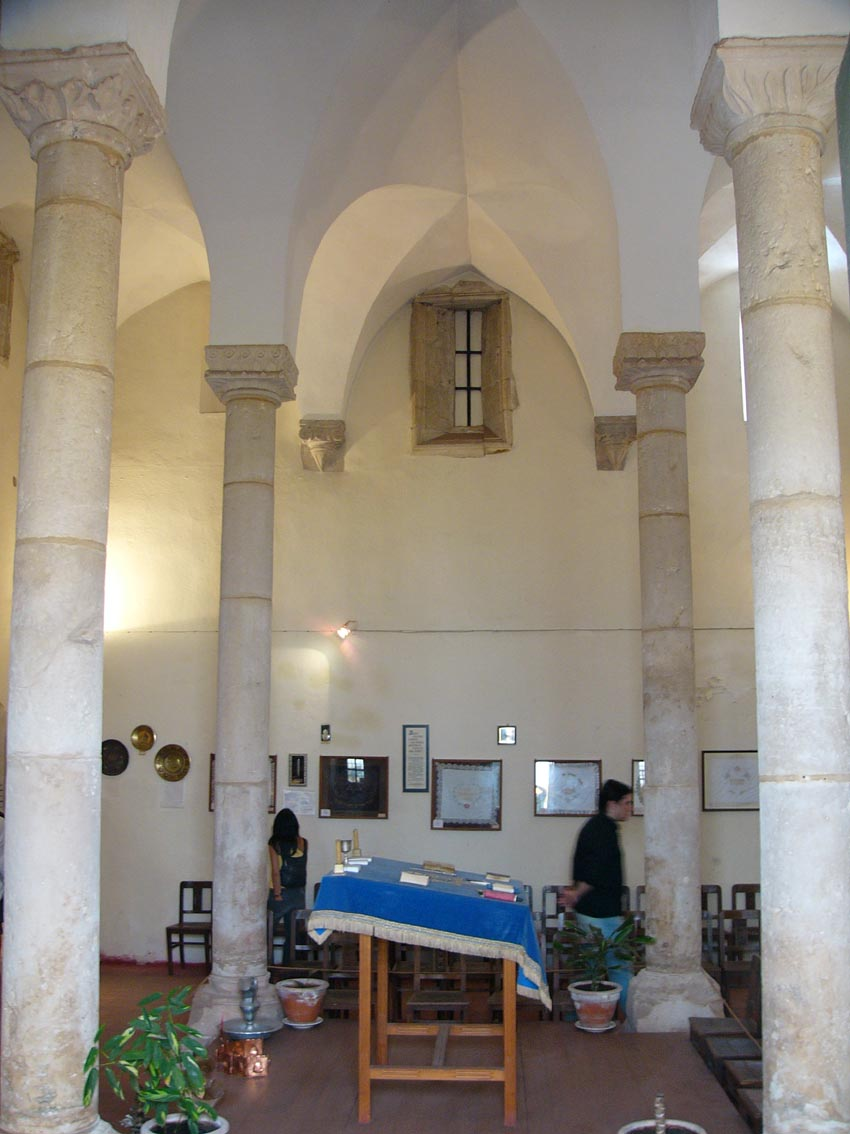
Vista geral do interior

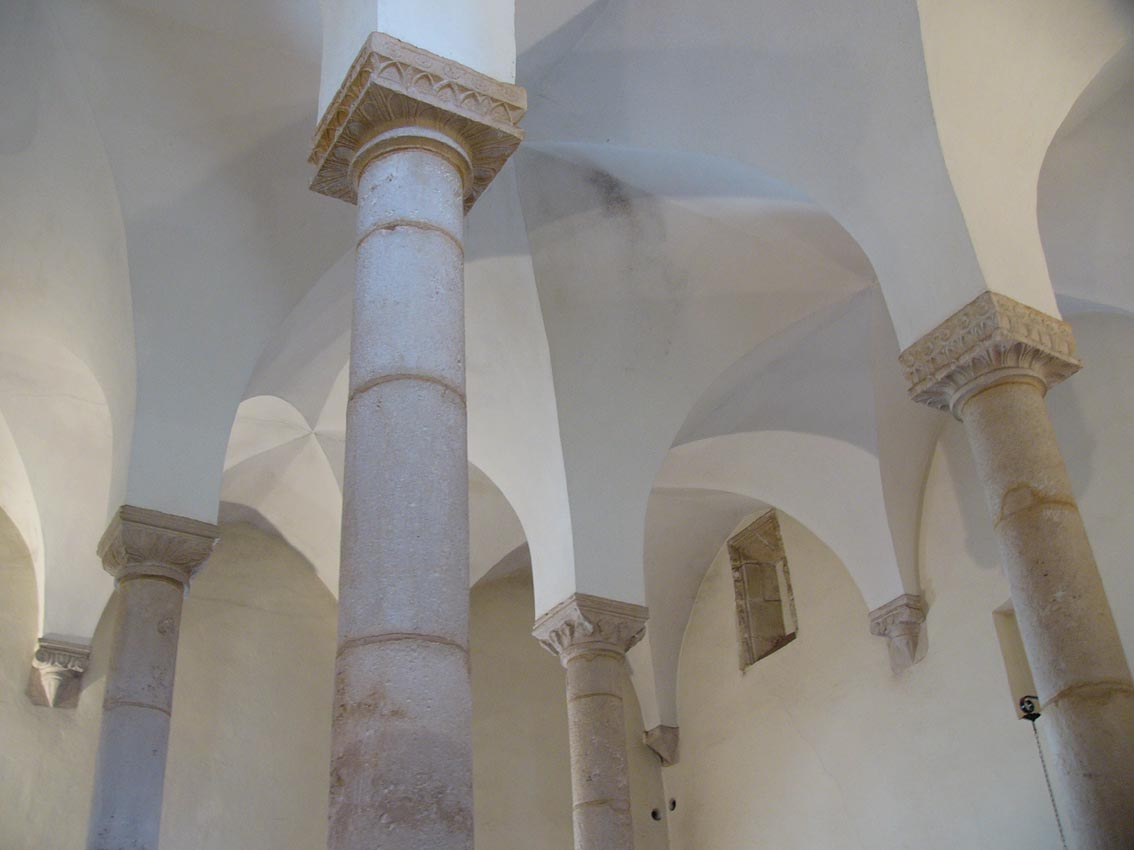
Pormenor da abóbada da cobertura

A Sinagoga de Tomar é uma sinagoga quatrocentista que se encontra situada na antiga judiaria, em pleno centro histórico da cidade de Tomar. Este antigo local de culto, encerrado no final do século XV, alberga actualmente o Museu Luso-Hebraico Abraão Zacuto. O edifício é monumento nacional desde 1921.
É a sinagoga mais antiga de Portugal.

## História
A origem da comunidade judaica de Tomar remonta provavelmente ao início do século XIV, quando aqui se instalou gente de nação (como então era conhecida esta minoria) ao serviço da Ordem do Templo e, mais tarde, da sua sucessora, a Ordem de Cristo. O rápido crescimento demográfico, ao longo do século XV, suscitou a criação de uma judiaria, com o encerramento de portas entre o pôr e o nascer do sol. Estas portas situar-se-iam nas extremidades ocidental e oriental desta rua, que passou a ser designada de Rua da Judiaria, mais especificamente nos cruzamentos com as Ruas do Moinho e Direita, respectivamente. A situação da Judiaria, próxima do centro económico e social da então vila, é bem demonstrativa da importância que a comunidade assumiu na sociedade nabantina. De facto, calcula-se que a população judaica de Tomar andasse, em meados do século XV, em cerca de 150 a 200 indivíduos, tendo chegado a atingir uma significativa proporção de 30 a 40% do total de habitantes da vila, na sequência da chegada dos judeus espanhóis, expulsos em 1492.
É neste contexto que se dá a fundação da sinagoga, em meados do século XV, motivada pelo crescente número de fiéis. A construção deu-se por ordem do Infante D. Henrique, que ao que tudo indica protegia a comunidade hebraica da vila, facto a que não é alheio o cargo que exercia, de mestre da Ordem de Cristo. No entanto, a existência deste templo seria efémera, pois logo em 1496, com a conversão forçada dos judeus ao cristianismo decretada por D. Manuel I, a Judiaria da vila, à semelhança de todas as outras do reino, é abolida, sendo também encerrada a sua sinagoga. O nome da rua é então mudado para Rua Nova, transitando muitos dos cristãos-novos (judeus convertidos ao cristianismo) para outros arruamentos, enquanto cristãos-velhos se instalavam nas casas deixadas devolutas.
O espaço da sinagoga passou então, a partir de 1516, a ser utilizado como cadeia pública. Entre os finais do século XVI e os inícios do XVII, depois das necessárias obras, o edifício passou a local de culto cristão, como Ermida de São Bartolomeu. Após a sua profanação, no século XIX, o antigo templo foi utilizado como palheiro, servindo em 1920, aquando da visita de um grupo de arqueólogos portugueses, de adega e de armazém de mercearia. No ano seguinte, o edifício foi classificado como Monumento Nacional, tendo sido adquirido em 1923 pelo Dr. Samuel Schwarz. Este judeu polaco, investigador da cultura hebraica, suportou obras de limpeza e desaterro, doando o edifício ao Estado em 1939, sob a condição de aqui ser instalado um museu luso-hebraico.

## Descrição
A Sinagoga de Tomar é o único templo judaico proto-renascença existente actualmente no país. A sala destinada ao culto desenvolve-se num espaço de planta quadrada, com piso inferior ao do exterior, dividido em três naves de três tramos, apresentando uma tipologia semelhante à de outras sinagogas sefarditas quatrocentistas. O tecto, em abóbada de tijolo de arestas vivas, é suportado por quatro elegantes colunas, com capitéis de lavores geométricos e vegetalistas, e por mísulas embebidas nas paredes. A disposição destes elementos encerra um significado simbólico: as doze mísulas simbolizam as doze tribos de Israel, enquanto que as quatro colunas representam as quatro matriarcas – Sara, Rebeca, Lea e Raquel. Estas duas últimas matriarcas são as filhas de Labão, facto que explica a razão por que os capitéis são iguais em duas colunas e diferentes nas restantes. Para efeitos acústicos, encontram-se colocadas, embutidas na parede dos cantos, oito bilhas de barro viradas ao contrário, que comunicam com a sala através de orifícios. A porta virada para nascente, em arco quebrado, lanceolado do lado de fora, era a porta principal do templo. A entrada faz-se hoje por uma modesta porta de vão rectangular, voltada para norte. Este espaço apresenta algumas semelhanças com a cripta de D. Afonso, Conde de Ourém, na Igreja Matriz aquela cidade, nomeadamente no que respeita ao sistema acústico e ao tratamento do espaço interno. Depois de algumas escavações feitas no local, foi encontrada uma sala de planta rectangular, adossada ao edifício principal, destinada ao mikvah, o banho ritual de purificação das mulheres.
O acervo do museu inclui livros e objectos da tradição e culto judaicos, sendo ainda exibidas algumas lápides provenientes de vários locais do país e que atestam a importância da cultura hebraica em Portugal. Desta colecção de lápides, há a destacar uma estela funerária proveniente de Faro, alusiva ao falecimento em 1315 do Rabi Ioseph, judeu nabantino, e a lápide de 1308, que assinala a fundação da segunda sinagoga de Lisboa.